# Ville-Dommange
Ville-Dommange est une commune française située dans le département de la Marne et la région Grand Est.
Le nom du village peut s'écrire Ville-Dommange, Ville Dommange ou bien Villedommange, le plus couramment utilisé. Ses origines remontent au moins au Ve siècle, c'est-à-dire à l'époque de Clovis. Le village est situé sur la Montagne de Reims, à 11 km de la ville de Reims. C'est un village viticole avec ses 189 hectares de vignes et une centaine de viticulteurs.

## Géographie
|         | Jouy-lès-Reims |             |
| Bouilly | Ville-Dommange | Les Mesneux |
| Courmas |                | Sacy        |

### Hydrographie

#### Réseau hydrographique
La commune est dans la région hydrographique « la Seine du confluent de l'Oise (inclus) à l'embouchure » au sein du bassin Seine-Normandie. Elle est drainée par le ruisseau de la Froide Fontaine,.

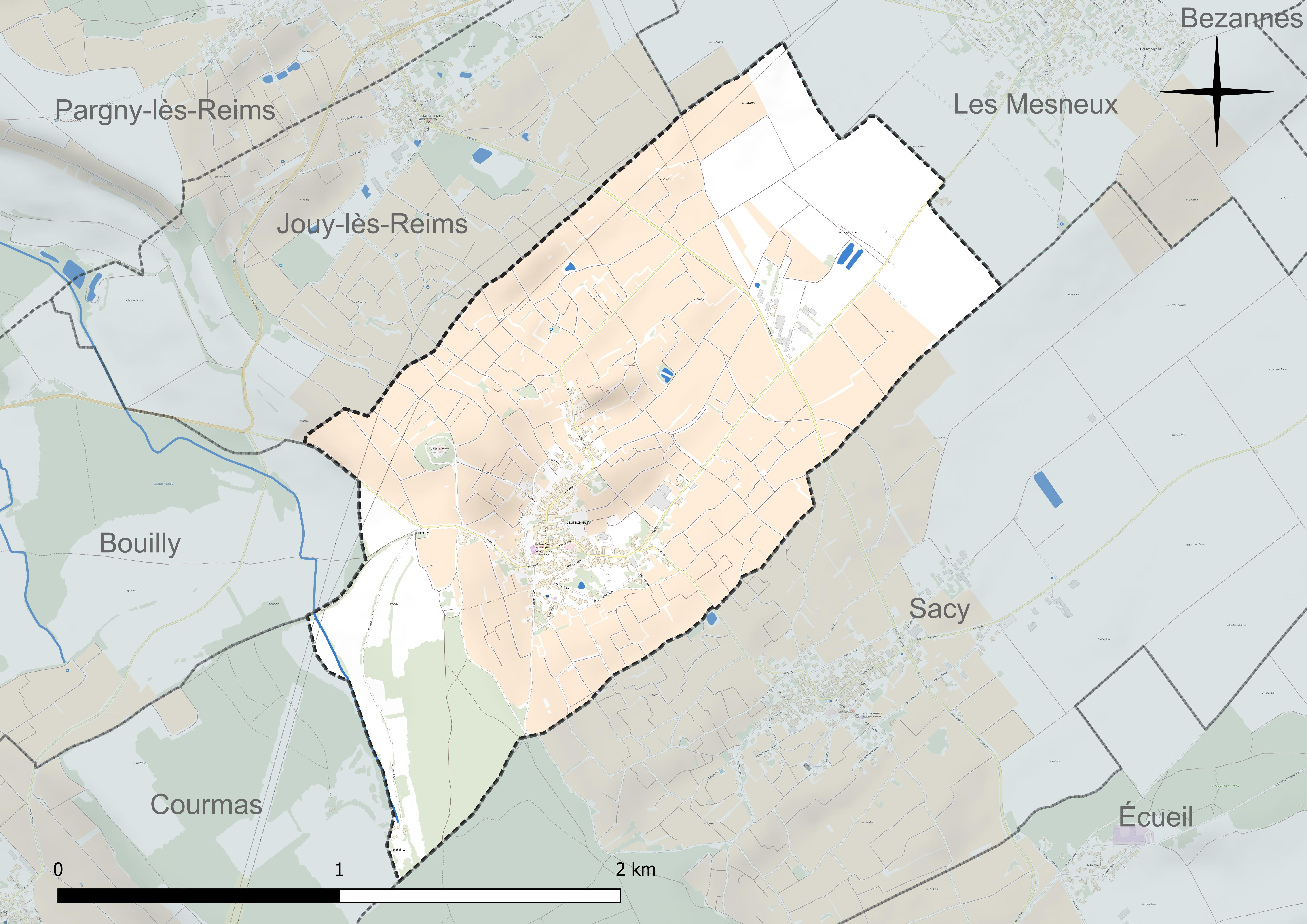
Réseau hydrographique de Ville-Dommange.

#### Gestion et qualité des eaux
Le territoire communal est couvert par le schéma d'aménagement et de gestion des eaux (SAGE) « Aisne Vesle Suippe ». Ce document de planification, dont le territoire s’étend sur 3 096 km2 répartis sur trois départements (Aisne, Marne et Ardennes) et deux régions (Champagne-Ardenne et Picardie), a été approuvé le 16 décembre 2013. La structure porteuse de l'élaboration et de la mise en œuvre est le Syndicat d’aménagement des bassins Aisne Vesle Suippe (SIABAVES). 
La qualité des cours d’eau peut être consultée sur un site dédié géré par les agences de l’eau et l’Agence française pour la biodiversité. 

### Climat
Pour des articles plus généraux, voir Climat du Grand Est et Climat de la Marne.
En 2010, le climat de la commune est de type climat océanique dégradé des plaines du Centre et du Nord, selon une étude du Centre national de la recherche scientifique s'appuyant sur une série de données couvrant la période 1971-2000. En 2020, Météo-France publie une typologie des climats de la France métropolitaine dans laquelle la commune est exposée à un climat océanique altéré et est dans la région climatique  Nord-est du bassin Parisien, caractérisée par un ensoleillement médiocre, une pluviométrie moyenne régulièrement répartie au cours de l’année et un hiver froid (3 °C). 
Pour la période 1971-2000, la température annuelle moyenne est de 10,6 °C, avec une amplitude thermique annuelle de 16 °C. Le cumul annuel moyen de précipitations est de 762 mm, avec 12,3 jours de précipitations en janvier et 7,8 jours en juillet. Pour la période 1991-2020, la température moyenne annuelle observée sur la station météorologique de Météo-France la plus proche, « Chambrecy-Civc », sur la commune de Chambrecy à 8 km à vol d'oiseau, est de 10,7 °C et le cumul annuel moyen de précipitations est de 734,0 mm. 
La température maximale relevée sur cette station est de 40,3 °C, atteinte le 25 juillet 2019 ; la température minimale est de −22,1 °C, atteinte le 17 janvier 1985,,. 
Les paramètres climatiques de la commune ont été estimés pour le milieu du siècle (2041-2070) selon différents scénarios d'émission de gaz à effet de serre à partir des nouvelles projections climatiques de référence DRIAS-2020. Ils sont consultables sur un site dédié publié par Météo-France en novembre 2022.

## Urbanisme

### Typologie
Au 1er janvier 2024, Ville-Dommange est catégorisée commune rurale à habitat dispersé, selon la nouvelle grille communale de densité à sept niveaux définie par l'Insee en 2022.
Elle est située hors unité urbaine. Par ailleurs la commune fait partie de l'aire d'attraction de Reims, dont elle est une commune de la couronne,. Cette aire, qui regroupe 294 communes, est catégorisée dans les aires de 200 000 à moins de 700 000 habitants,.

### Occupation des sols
L'occupation des sols de la commune, telle qu'elle ressort de la base de données européenne d’occupation biophysique des sols Corine Land Cover (CLC), est marquée par l'importance des territoires agricoles (86,8 % en 2018), une proportion identique à celle de 1990 (86,8 %). La répartition détaillée en 2018 est la suivante : 
cultures permanentes (61 %), terres arables (19,6 %), zones urbanisées (7,4 %), prairies (6,2 %), forêts (5,8 %). L'évolution de l’occupation des sols de la commune et de ses infrastructures peut être observée sur les différentes représentations cartographiques du territoire : la carte de Cassini (XVIIIe siècle), la carte d'état-major (1820-1866) et les cartes ou photos aériennes de l'IGN pour la période actuelle (1950 à aujourd'hui).

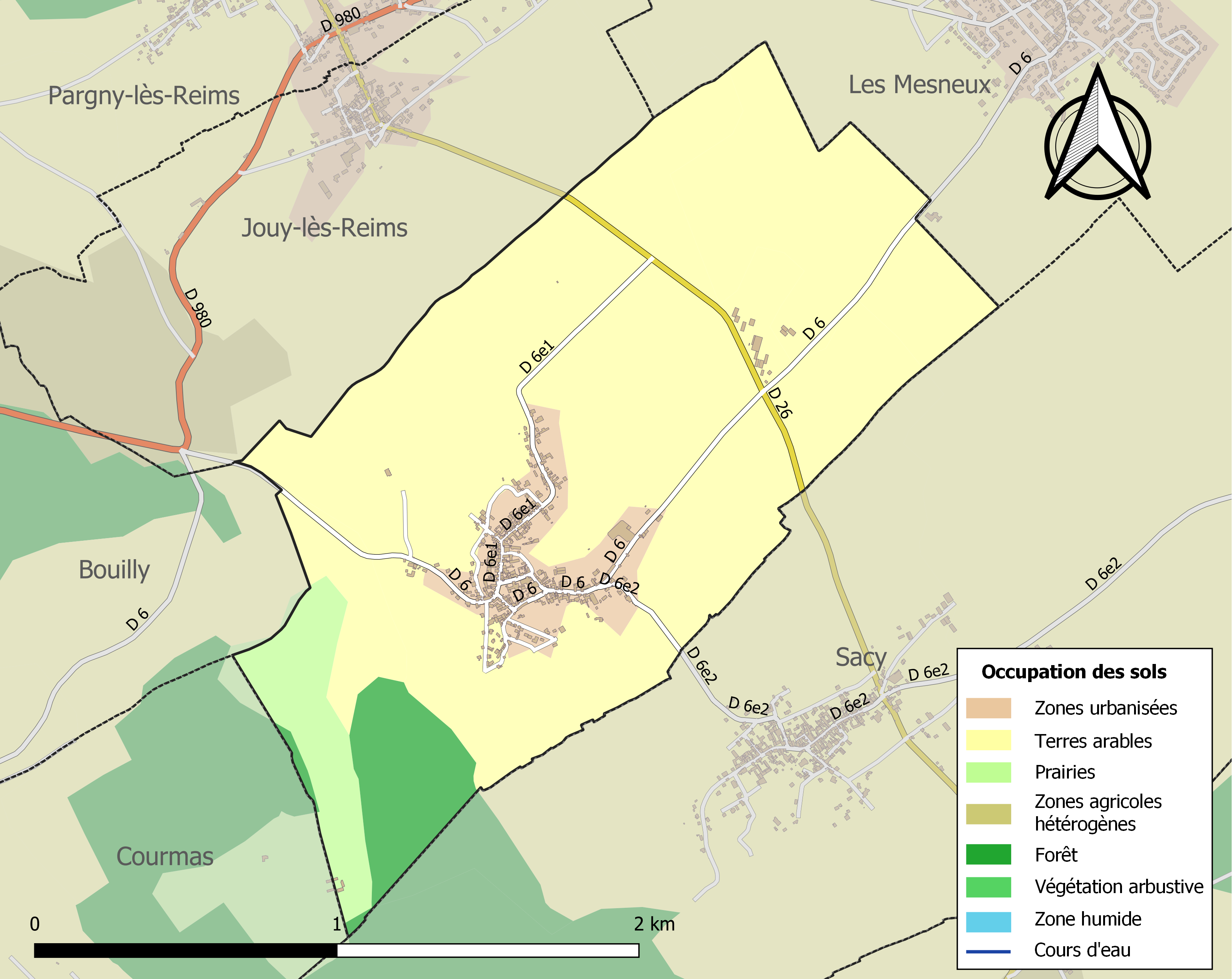
Carte des infrastructures et de l'occupation des sols de la commune en 2018 (CLC).

## Toponymie
Le nom de la localité est attesté sous les formes Villa [quae vocatur] Dominica vers 948 (Flodoard, l. I, c. 22) ; Villa Dominc début XIe siècle  (Polyptyque de Saint-Remy) ; Villa Dominica en 1100 (archives administratives de Reims, t. I, p. 253) ; Villa Domange en 1235 (Marlot français, t. III, p. 794) ; Dominicavilla vers 1260 (nécrologie de l'église de Reims, p. 65) ; Viledonmange en 1278 (arch. adm. de Reims, t. I, p. 961) ; Villedomange en 1295 (arch. adm. de Reims, t. I, p. 1091) ; Viledommange en 1301 (arch. adm. de Reims, t. II, p. 14) ; Ville-Dommenge en 1334 (arch. adm. de Reims, t. II, p. 680) ; Ville-Dommanche en 1384 (arch. nat., P 512, 1453) ; Villedemanche en 1777 (arch. adm. de Reims, t. II, p. 1055)
Villedemange au XVIIIe siècle (Cassini) ; Ville-Dommange en 1835 (lieux habités).

## Histoire
En 830, Louis le Pieux donnait la terre de Ville-Dommange à l'Abbaye de Charroux. Trois moines devinrent les maîtres tant au temporel qu'au spirituel du village mais aussi de Jouy-lès-Reims et de Saint-Euphraise-et-Clairizet. En 1571, l'archevêque Charles de Lorraine prenait possession de la prévôté de Ville-Dommange et en versait une part à son séminaire.
En 1389, Guy Lescot marié à Marguerite de Saint Clément, Seigneur de la Neuville à Saint-Ymoges et de Montauneuf (Marne)  fait l'aveu de la vicomté de Villedommange
La ville eut aussi à souffrir des ravages de la guerre, lors de la Chevauchée vers Reims Édouard III mettait le siège devant dans la ville, le fils aîné de celui-ci installait à Ville-Dommange et quittait la ville ravagée. La Guerre de Trente Ans puis la Fronde laissait Ville-Dommange, comme toute la Champagne en proie à une succession de passage de troupes, Espagnols, Suédois, Allemands et Polonais et de pillage. Les chefs comme l'Espagnol Montal, le Suisse d'Erlach laissèrent de tristes souvenirs.

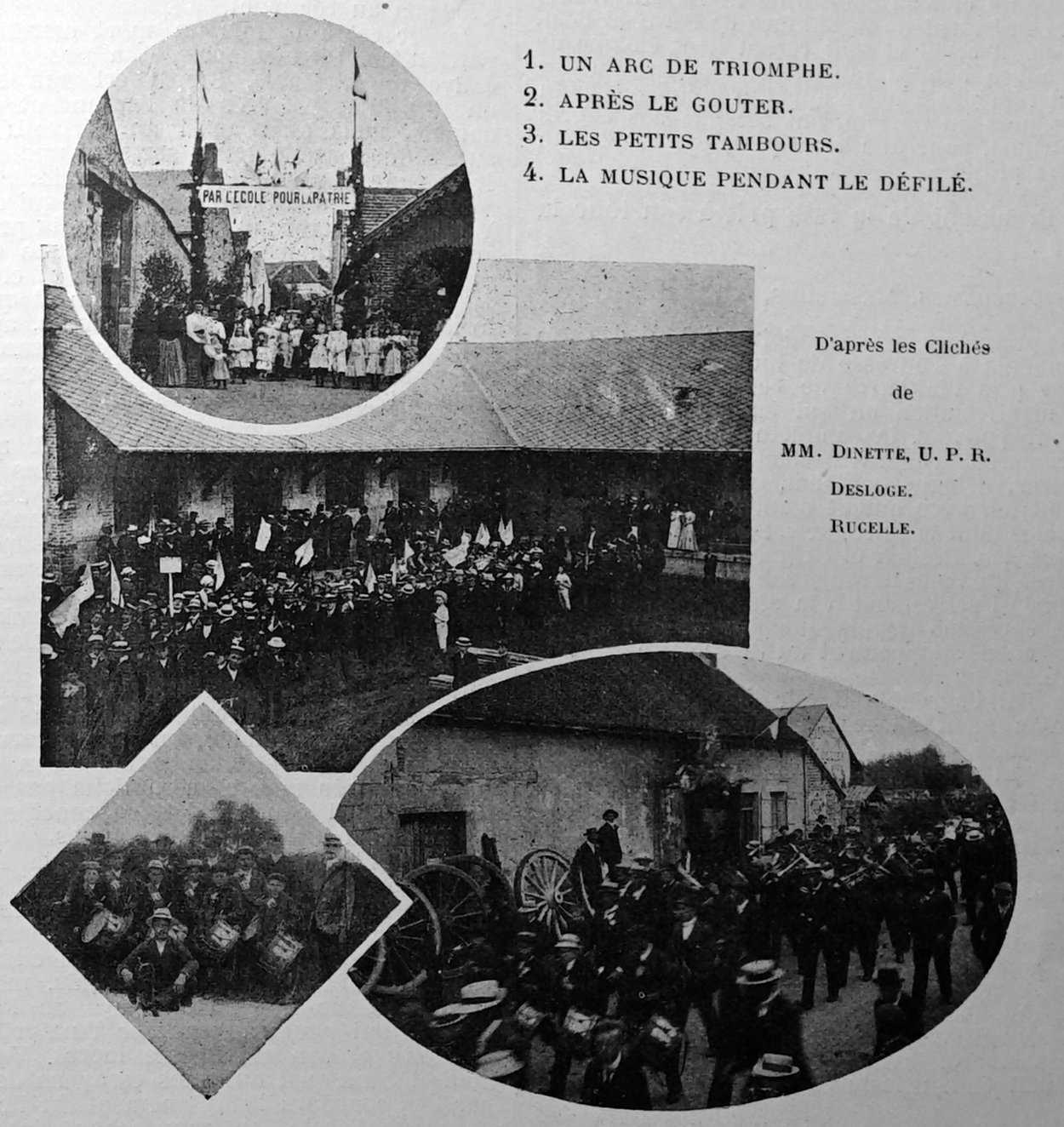
Ville-Dommange lors du concours de tir de 1909.

En 1870, alors que l'abbé Moroy et François Augé étaient fusillés dans la région, le village n'eut à verser que du vin qui soûlait l'envahisseur. Lors de la grande guerre, les Allemands lançaient l'Offensive du printemps en 1918 d’âpres combats avaient lieu à Bligny défendu par les Italiens ; le village toujours aux mains françaises eut beaucoup à souffrir des bombardements. La chapelle St-Lié fut détruite, elle était un point fort et un lieu d'observation.

## Héraldique
| Blason de Ville-Dommange | Blason  | D'azur aux deux sarcloirs d'or passés en sautoir, soutenus d'une serpette du même. |
| Blason de Ville-Dommange | Détails | Le statut officiel du blason reste à déterminer.                                   |

## Politique et administration
| Période | Période               | Identité          | Étiquette | Qualité |
| ------- | --------------------- | ----------------- | --------- | ------- |
| 1876    | 1878                  | Gabriel Labassé   |           |         |
| 1900    | 1908                  | Edmond Roussin    |           |         |
| 1908    | 1912                  | Louis Desforges   |           |         |
| 1912    | 1919                  | Léon Thuillier    |           |         |
| 1919    | 1921                  | Edmond Roussin    |           |         |
| 1921    | 1931                  | Gustave Mitouart  |           |         |
| 1931    | 1935                  | Adolphe Fery      |           |         |
| 1935    | 1940                  | Léon Thuillier    |           |         |
| 1940    | 1943                  | Adolphe Fery      |           |         |
| 1943    | 1947                  | Henri Bailly      |           |         |
| 1947    | 1965                  | Henri Roussin     |           |         |
| 1965    | 1971                  | François Bardoux  |           |         |
| 1971    | 1977                  | Robert Aubry      |           |         |
| 1977    | 2001                  | René Chardonnet   |           |         |
| 2001    | 2008                  | Philippe Fenaut   |           |         |
| 2008    | En cours (au 12/2018) | Frédéric Massonot |           |         |

## Démographie
L'évolution du nombre d'habitants est connue à travers les recensements de la population effectués dans la commune depuis 1793. Pour les communes de moins de 10 000 habitants, une enquête de recensement portant sur toute la population est réalisée tous les cinq ans, les populations de référence des années intermédiaires étant quant à elles estimées par interpolation ou extrapolation. Pour la commune, le premier recensement exhaustif entrant dans le cadre du nouveau dispositif a été réalisé en 2008.

En 2022, la commune comptait 405 habitants, en évolution de +1 % par rapport à 2016 (Marne : −1,19 %, France hors Mayotte : +2,11 %).
| 1793 | 1800 | 1806 | 1821 | 1831 | 1836 | 1841 | 1846 | 1851 |
| ---- | ---- | ---- | ---- | ---- | ---- | ---- | ---- | ---- |
| 495  | 419  | 416  | 498  | 511  | 444  | 457  | 424  | 440  |

| 1856 | 1861 | 1866 | 1872 | 1876 | 1881 | 1886 | 1891 | 1896 |
| ---- | ---- | ---- | ---- | ---- | ---- | ---- | ---- | ---- |
| 404  | 394  | 394  | 379  | 418  | 431  | 450  | 455  | 502  |

| 1901 | 1906 | 1911 | 1921 | 1926 | 1931 | 1936 | 1946 | 1954 |
| ---- | ---- | ---- | ---- | ---- | ---- | ---- | ---- | ---- |
| 516  | 542  | 536  | 519  | 511  | 498  | 470  | 439  | 475  |

| 1962 | 1968 | 1975 | 1982 | 1990 | 1999 | 2006 | 2008 | 2013 |
| ---- | ---- | ---- | ---- | ---- | ---- | ---- | ---- | ---- |
| 465  | 449  | 427  | 447  | 473  | 461  | 424  | 414  | 412  |

| 2018 | 2022 | - | - | - | - | - | - | - |
| ---- | ---- | - | - | - | - | - | - | - |
| 400  | 405  | - | - | - | - | - | - | - |

## Culture locale et patrimoine

### Lieux et monuments
- Église Saint-Lié de Ville-Dommange, « l'église d'en bas ».
- Chapelle Saint-Lié de Ville-Dommange et blockhaus.
- Autour de la chapelle Saint-Lié, le cimetière de Villedommange.
- Le monument aux morts des deux guerres, de l'architecte René Vuibert et du sculpteur Norbert gaillard[23] : 27 noms.
- La coopérative de la Société vinicole des producteurs de Villedommange.
- Le parc René-Chardonnet.
- Le lavoir.

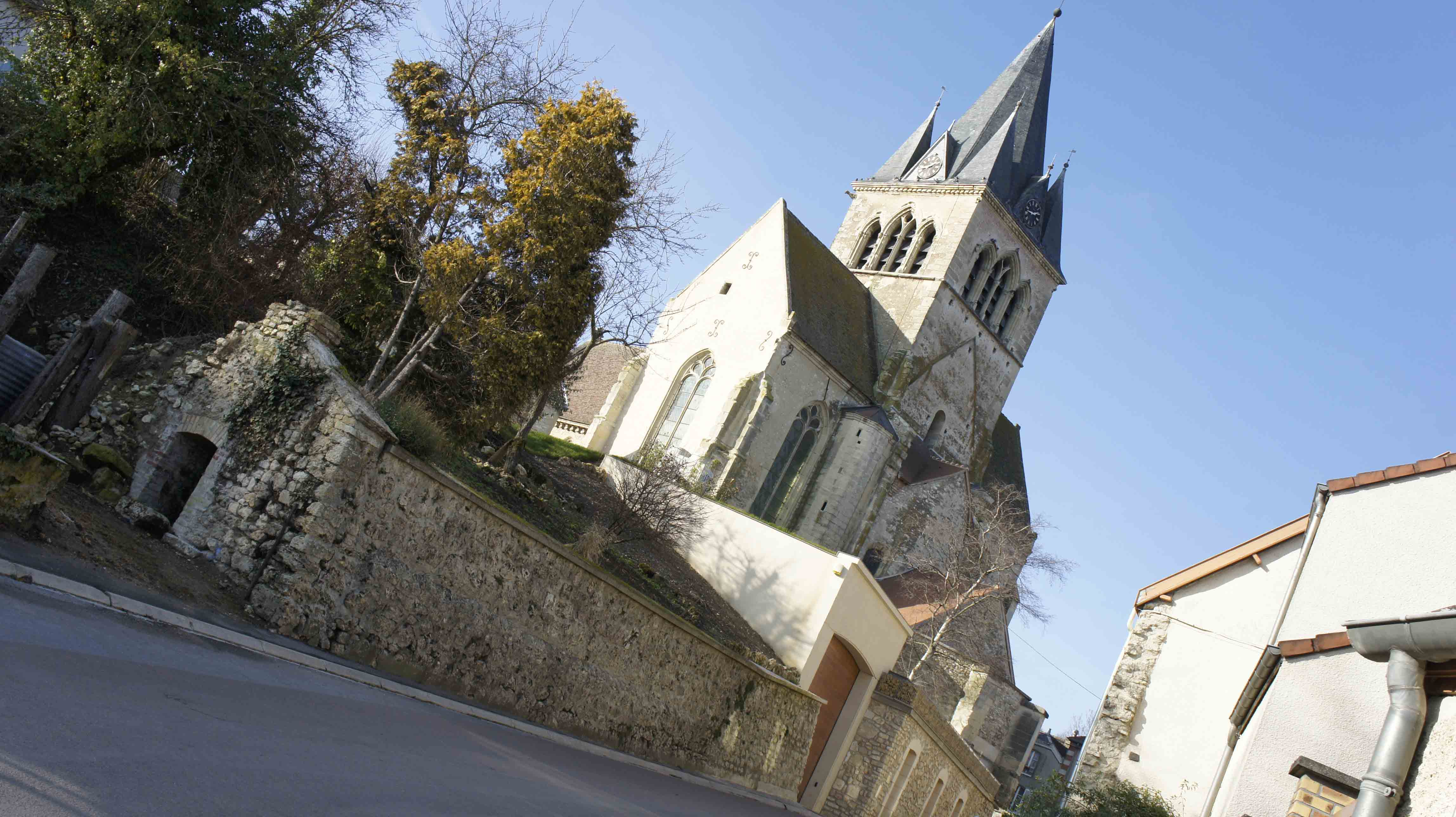
Église Saint-Lié de Villedommange.
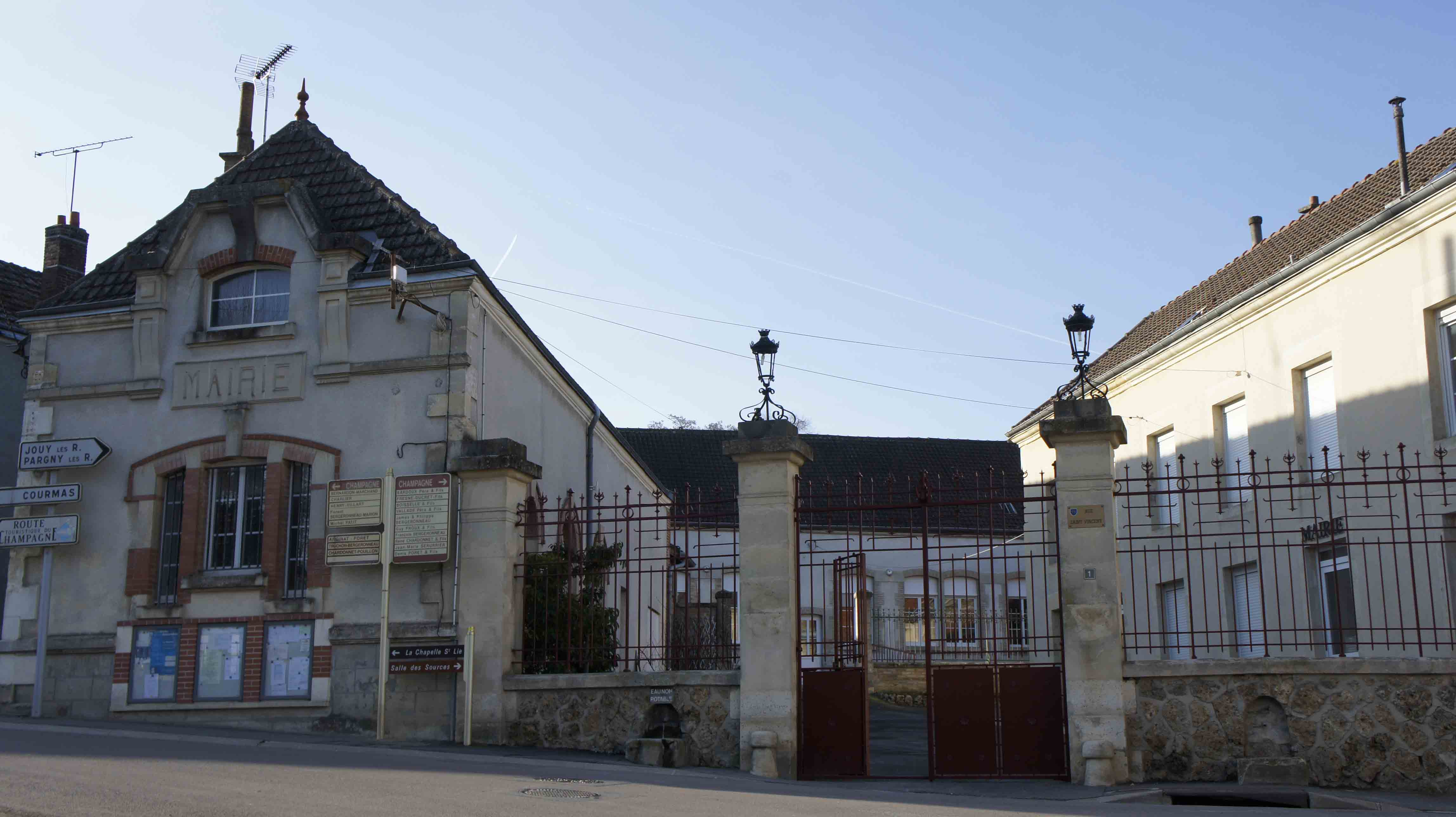
La mairie de Ville Dommange et en face le
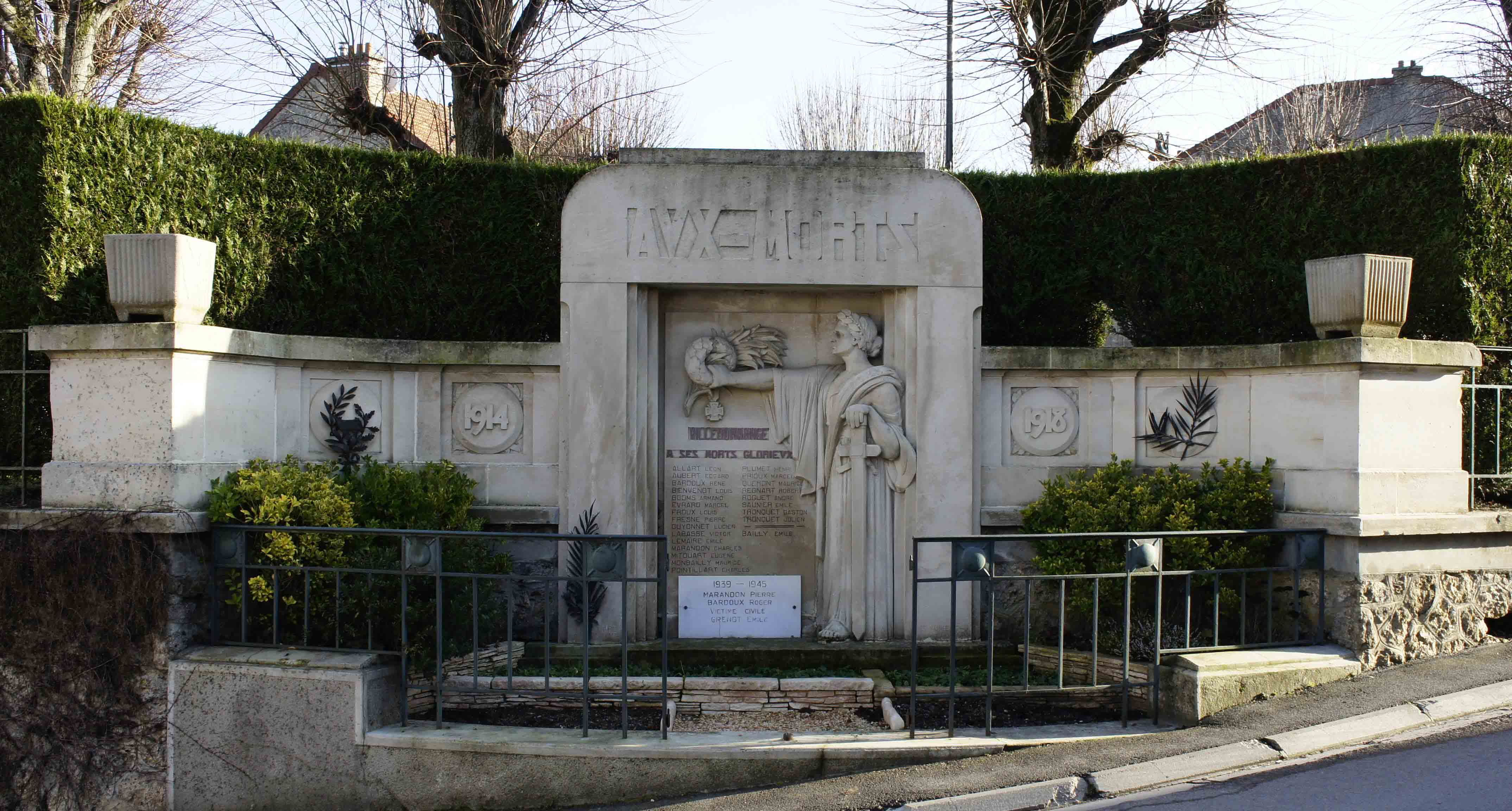
Monument aux morts de Ville-Dommange.
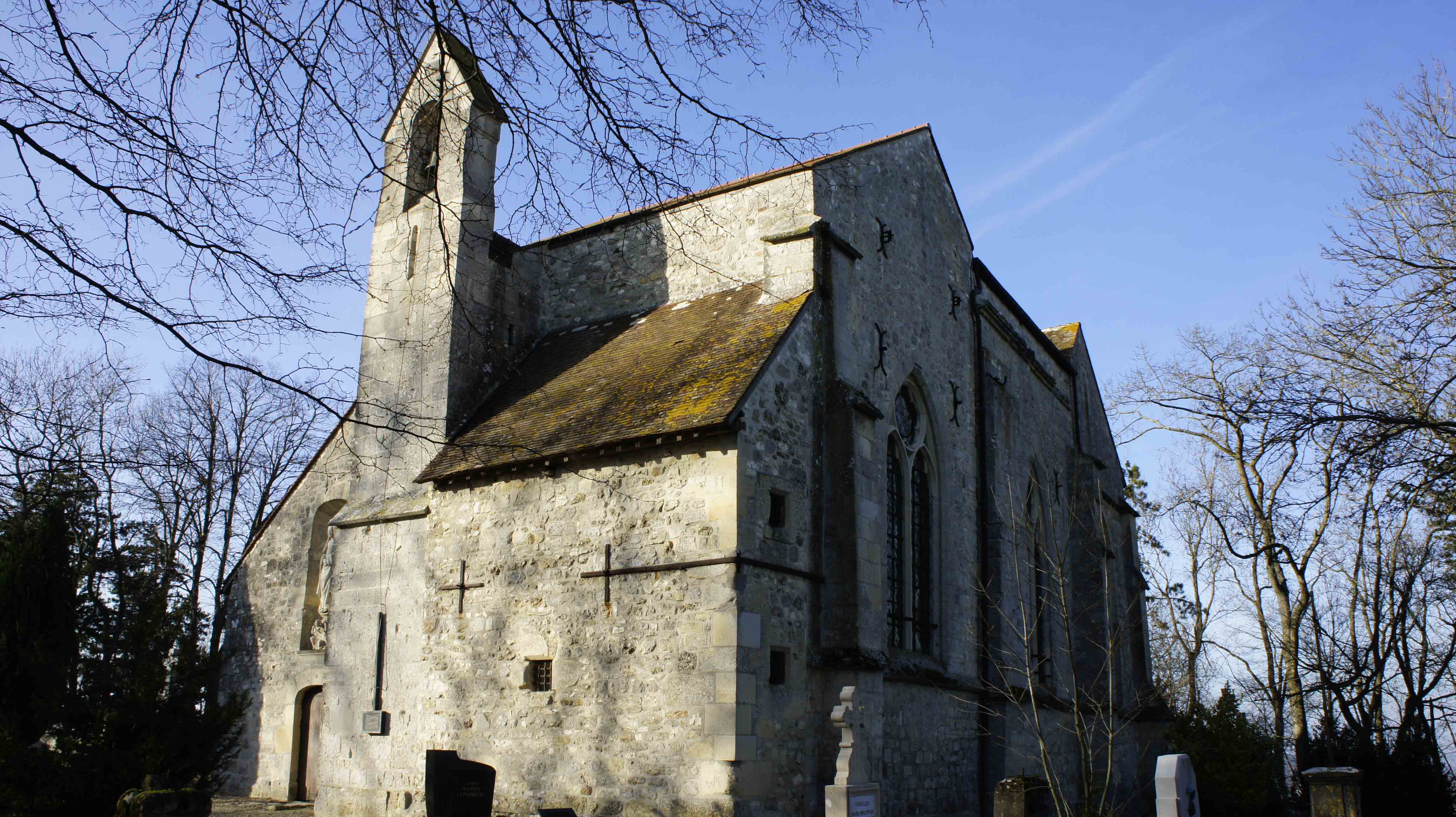
Chapelle du XIIe et son cimetière.

### Décoration française
- Croix de guerre 1914-1918 : arrêté ministériel du 30 mai 1921 paru au Journal Officiel du 8 juin 1921.

### Personnalités liées à la commune
- Jean Louis Théodore Mennesson-Tonnelier, politicien.
- Philippe Feneuil, député de la Marne.
- Daniel Pellus, journaliste et écrivain.